# Ватувави-Фитовинани
Ватувави-Фитовинани (на малгашки: Vatovavy-Fitovinany) е един от двадесет и двата региона на Мадагаскар.
- Столица: Манакара
- Площ: 19 605 км²
- Население (по преброяване през май 2018 г.): 1 435 882 души
- Гъстота на населението: 73,24 души/км²[1]

Регион Ватовави-Фитовинани е разположен в провинция Фианаратсоа, в югоизточната част на страната и има излаз на Индийския океан. Разделен е на 6 района.